# Муни, Том
Томас Джозеф «Том» Муни (англ. Thomas Mooney; 8 декабря, 1882, Чикаго — 6 марта 1942, Сан-Франциско) — деятель рабочего и профсоюзного движения США.

## Биография

### Семья
Из семьи ирландских иммигрантов.
Его отец, Бернард, шахтер и активист «Рыцарей труда», умер от силикоза в возрасте 36 лет, когда Тому, старшему из троих выживших детей, было десять лет.

### В рабочем движении
По специальности литейщик, сменил много рабочих мест.
Попав в молодости в Европу, увлекся социалистическими идеями.
После прибытия в Калифорнию познакомился со своей женой Реной.
В Социалистическую партию Америки вступил в 1907 году, участвовал в президентской кампании её кандидата Юджина Дебса.
В 1910 году Муни присутствовал на конгрессе Второго интернационала в Копенгагене (поездка была вознаграждением за реализацию большого количества подписок на социалистическую прессу).
На пути домой он посетил съезд британского Конгресса тред-юнионов в Шеффилде, Англия.
После возвращения издавал социалистическую газету «The Revolt».
Муни впоследствии поселился в Сан-Франциско, где он некоторое время принимал активное участие в деятельности синдикалистского профсоюза «Индустриальные рабочие мира» (ИРМ), прежде чем уйти из этой организации.
За это время он сблизился с некоторыми видными деятелями ИРМ, такими как Уильям «Билл» Хейвуд, «Мамаша» Джонс и Элизабет Герли Флинн.
Муни выставлял свою кандидатуру от социалистов на выборах шерифа.
В 1912—1916 годах — руководитель профсоюза литейщиков в Сан-Франциско.
Муни трижды арестовывали и судили во время стачки работников газовой и энергетической отрасли в 1913 году.
Также он принимал участие в работе профсоюза трамвайщиков и оказывал помощь стачечникам во время забастовки трамвайщиков в июле 1916 года.

### Судебный процесс
Был арестован по провокационному обвинению в организации взрыва бомбы во время милитаристского парада в Сан-Франциско (22 июля 1916 года), требовавшего вступления США в Первую мировую войну.
В результате взрыва погибло десять человек и ещё сорок было ранено.
Муни был уведомлен об угрозах, поступавших перед парадом, и обеспечил принятие его профсоюзом резолюций, предупреждавших, что провокаторы могут попытаться очернить рабочее движение, устроив беспорядки на этом митинге.
Несмотря на то, что Муни заранее отмежевался от любых возможных провокаций, он был арестован месте с женой и двумя помощниками по профсоюзу, Уорреном К. Биллингсом (1893—1972) и водителем маршрутного такси Израилем Вайнбергом.
Последовавший показательный судебный процесс был проведён в атмосфере самосуда, а показания свидетелей были составлены самими обвинителями и зачастую абсурдными (одна свидетельница утверждала, что теракт наблюдало её «астральное тело»).
Невзирая на непричастность к этому делу, Муни и Биллингс были осуждены в ходе отдельных процессов и приговорены к повешению в 1917 году.

### В тюрьме

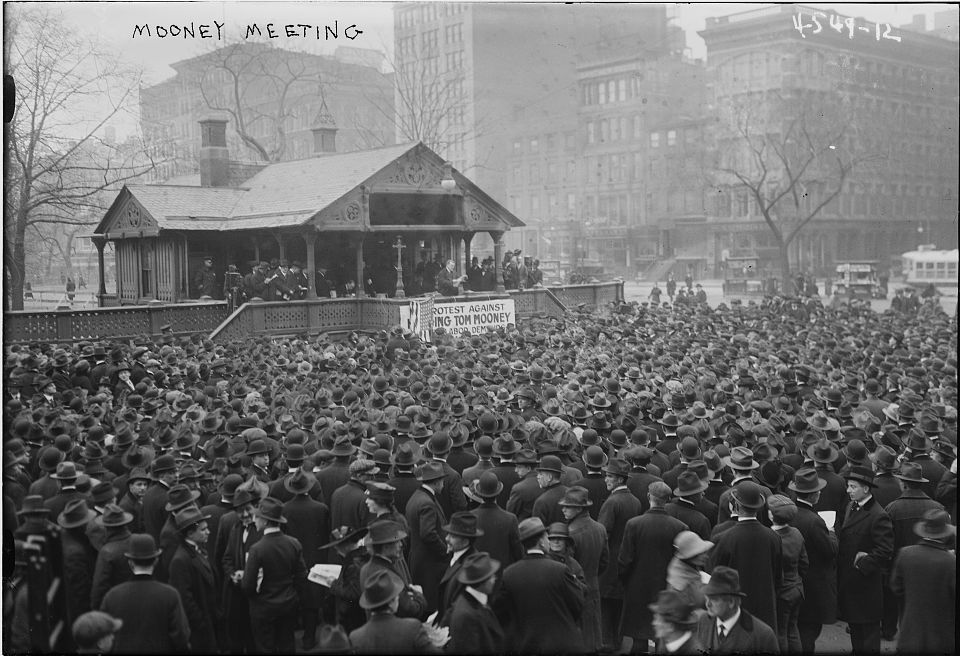
Протесты на Манхеттене 9 марта 1918.

После приговора Муни Социалистическая партия попыталась исключить его из своих рядов, но этому воспротивилась её местная ячейка.
Кампания солидарности охватила разные города мира, от Мехико до Петрограда.
Под давлением общественности в дело вмешался президент США Вудро Вильсон.
Он отправил губернатору Калифорнии Уильяму Стивенсу телеграмму с просьбой смягчить приговор или по крайней мере отсрочить его исполнение.
Комиссия, созданная Вильсоном, не нашла доказательств вины осуждённых.
В 1918 году смертная казнь для Биллингса и Муни была заменена на пожизненное заключение.
Муни, заключенный № 31921, вскоре стал одним из самых известных политических заключенных в Америке.
Последовала всемирная кампания солидарности за освобождение Тома Муни, в которой участвовала его жена и товарищи, а также анархисты Александр Беркман и Эмма Гольдман, ряд голливудских знаменитостей, политиков и других известных людей (включая Альберта Эйнштейна).
В 1931 году мэр Нью-Йорка Джимми Уокер нанёс визит солидарности сестре Тома Энн.
Во время своего пребывания в тюрьме Сан-Квентин Муни прилежно трудился санитаром в тюремной больнице и переписывался с товарищами по профсоюзному движению.

### На свободе
Муни подал прошение по хабеас корпус, рассмотренное Верховным судом Соединенных Штатов в 1937 году.
Хотя он представил доказательства, что его осуждение было получено за счет использования ложных показаний и исключения свидетельств в его пользу, Муни было отказано, поскольку он не подавал апелляцию в суд на уровне штата.
Тем не менее, это помогло установить, что обвинительный приговор нарушал надлежащую правовую процедуру.
В итоге, власти вынуждены были освободить Муни, что и сделал в 1939 году помиловавший его либеральный губернатор Калифорнии от демократов Калберт Олсон.
В первое воскресенье после освобождения Муни посетил могилу своей матери, умершей во время его тюремного заключения, в округе Марин.
На свободе Муни агитировал за освобождение Биллингса, выпущенного в том же году и амнистированного в 1961.
Муни продолжал ездить по стране с выступлениями и собрал полный зал в Мэдисон-сквер-Гарден в Нью-Йорке.
Однако его здоровье подкосили два десятилетия в тюрьме, где он заболел язвой и желтухой.
После одного из турне с лекциями Муни слёг с болезнью, но Федерация труда Калифорнии отказалась оплатить его лечение на том основании, что считала его политические взгляды слишком радикальными.
Умирающего в больнице Сан-Франциско Муни посещало всего несколько посетителей, но даже с больничной койки он продолжал руководить кампанией за освобождение коммуниста Эрла Браудера.